# Dicranoloma daymannianum
Dicranoloma daymannianum är en bladmossart som beskrevs av Edwin Bunting Bartram 1957. Dicranoloma daymannianum ingår i släktet Dicranoloma och familjen Dicranaceae. Inga underarter finns listade i Catalogue of Life.